# Bremgarten (gemeente)
Bremgarten is een gemeente en stad in het Zwitserse kanton Aargau aan de Reuss op ca. 380 meter hoogte en maakt deel uit van het district Bremgarten.
Bremgarten telt ca. 7900 inwoners (2019).
Bremgarten, pittoresk gelegen, heeft nog een aantal bezienswaardige oude gebouwen en een houten overdekte brug over de rivier de Reuss. Het stadje is per (lokaal)spoor goed bereikbaar. Sinds 1994 is de binnenstad autovrij.

## Cultuur

### Markten

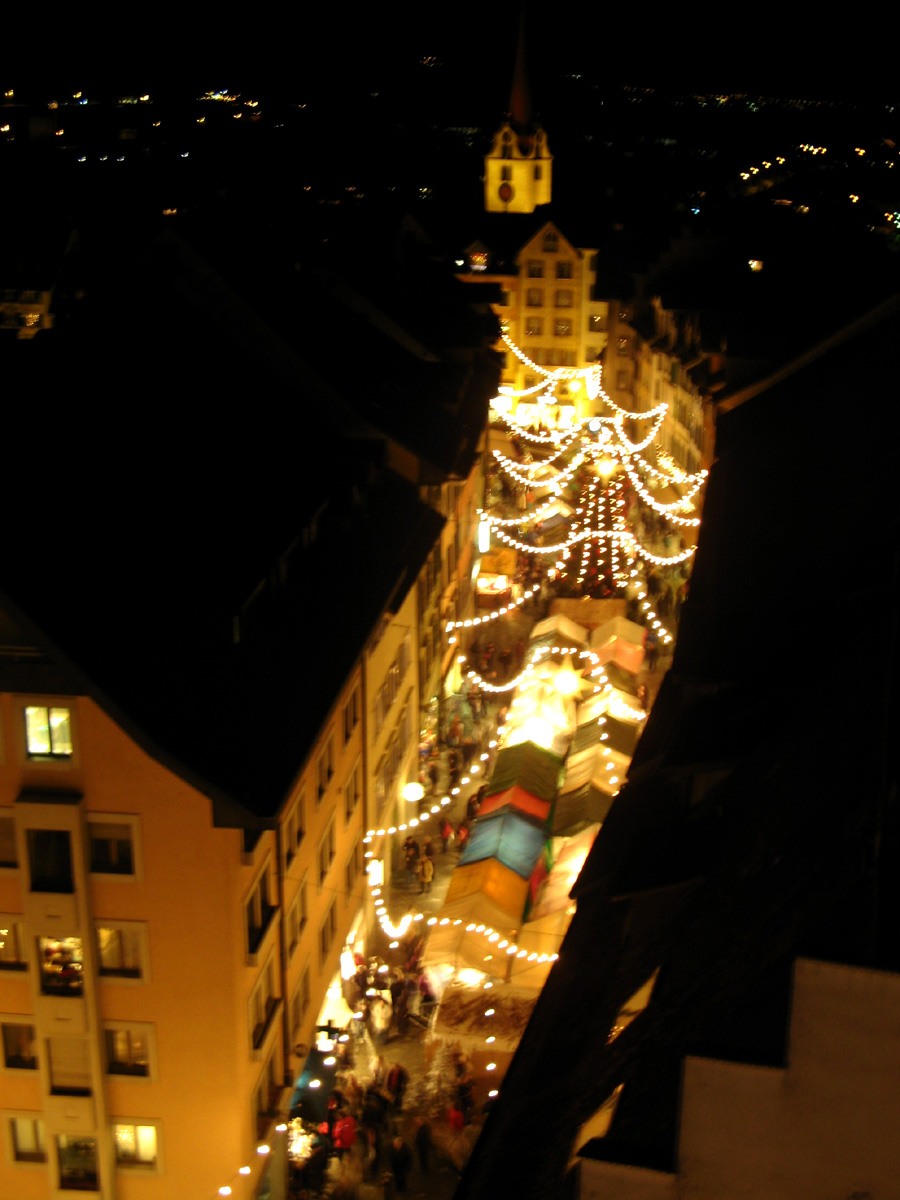
Christchindlimärt 2007 (Uitzicht vanaf de Spittelturm)

Bremgarten is beroemd om zijn vier grote markten, die tienduizenden bezoekers trekken en belangrijk zijn voor het toerisme. De Paasmarkt op Paasmaandag (inclusief een markt voor landbouwmachines) en de Pinkstermarkt op Pinkstermaandag hebben een traditie van meer dan 750 jaar. De Oude Stadsmarkt wordt eind oktober gedurende twee dagen gehouden en is gericht op kunst en ambacht. Sinds 1995 wordt begin december gedurende vier dagen de Christchindlimärt gehouden. Met meer dan 100.000 bezoekers en meer dan 300 kramen is het nu de grootste kerstmarkt van Zwitserland en heeft hij internationale bekendheid gekregen. Van maart tot november zijn er ook elke woensdag en zaterdag weekmarkten.

### Alternatieve cultuur
In juni 1990 bezetten jongeren een textielfabriek die al 16 jaar verlaten was. Het jaar daarop werd de Verein KulturZentrum Bremgarten KuZeB opgericht met als doel een kleine versie van het Wohlgroth in Zürich te creëren. Sinds 1992 heeft de vereniging een huurovereenkomst met de eigenaar van het fabrieksgebouw. Het culturele programma van KuZeB varieert van concerten van alternatieve en subcultuur van internationaal formaat tot lezingen en politieke lezingen. Bij delen van de bevolking heeft het uiterlijk van het gebouw tot afwijzing geleid.

## Geboren
- Elisabetha Josepha Weissenbach (1833-1884), lerares en onderwijsinspectrice
- Stephan Joho (1963), wielrenner

## Overleden
- Elisabetha Josepha Weissenbach (1833-1884), lerares en onderwijsinspectrice